# Barada (rivier)
De Barada (Arabisch: بردى, Baradá; Oudgrieks: Chrysorrhoas) is de belangrijkste rivier van Damascus in Syrië. De rivier ontspringt in de Anti-Libanon en bevloeit de Ghouta, de oase waarin Damascus is gelegen.

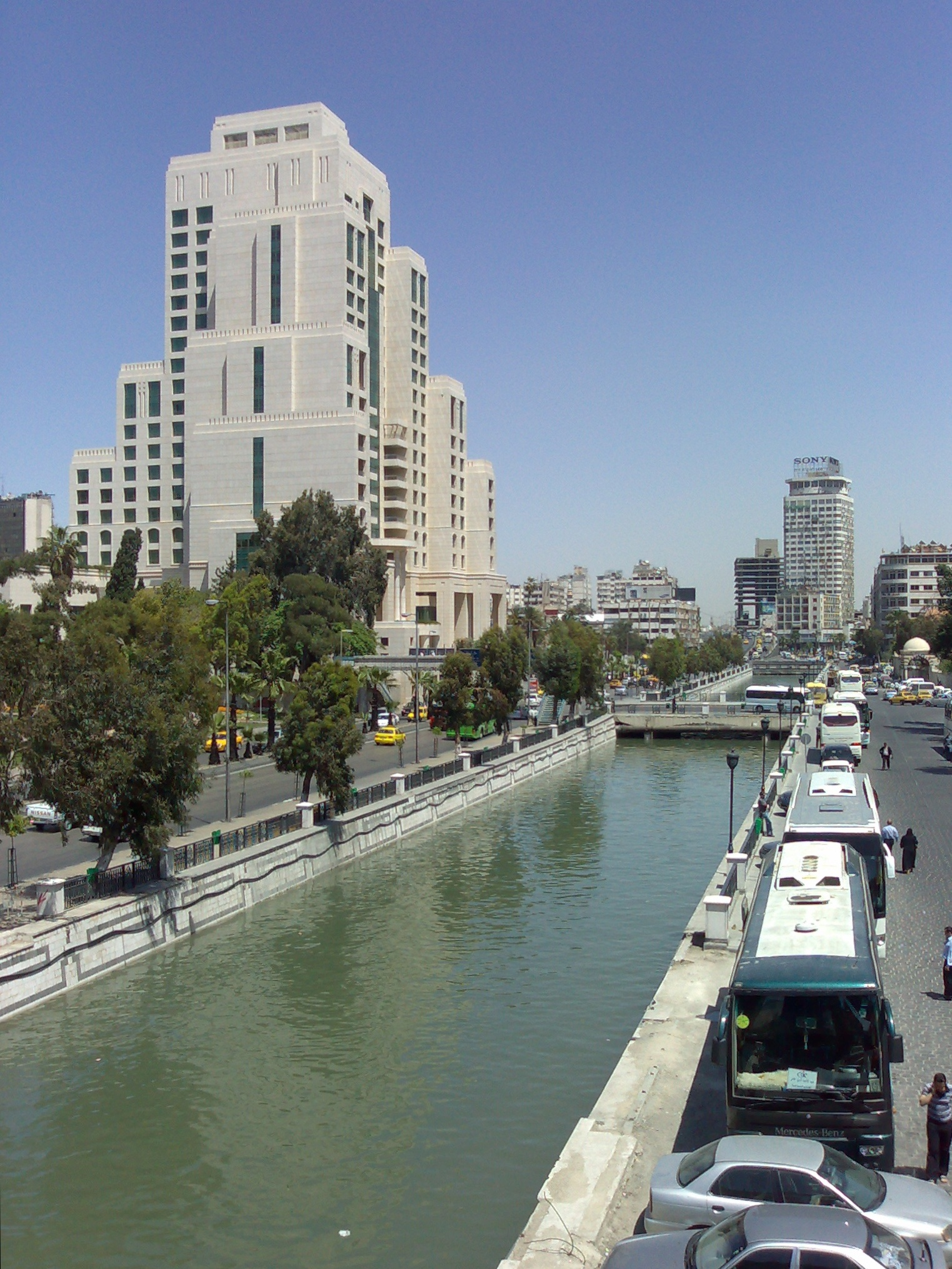
Hoge waterstand in de Barada in de lente van 2009
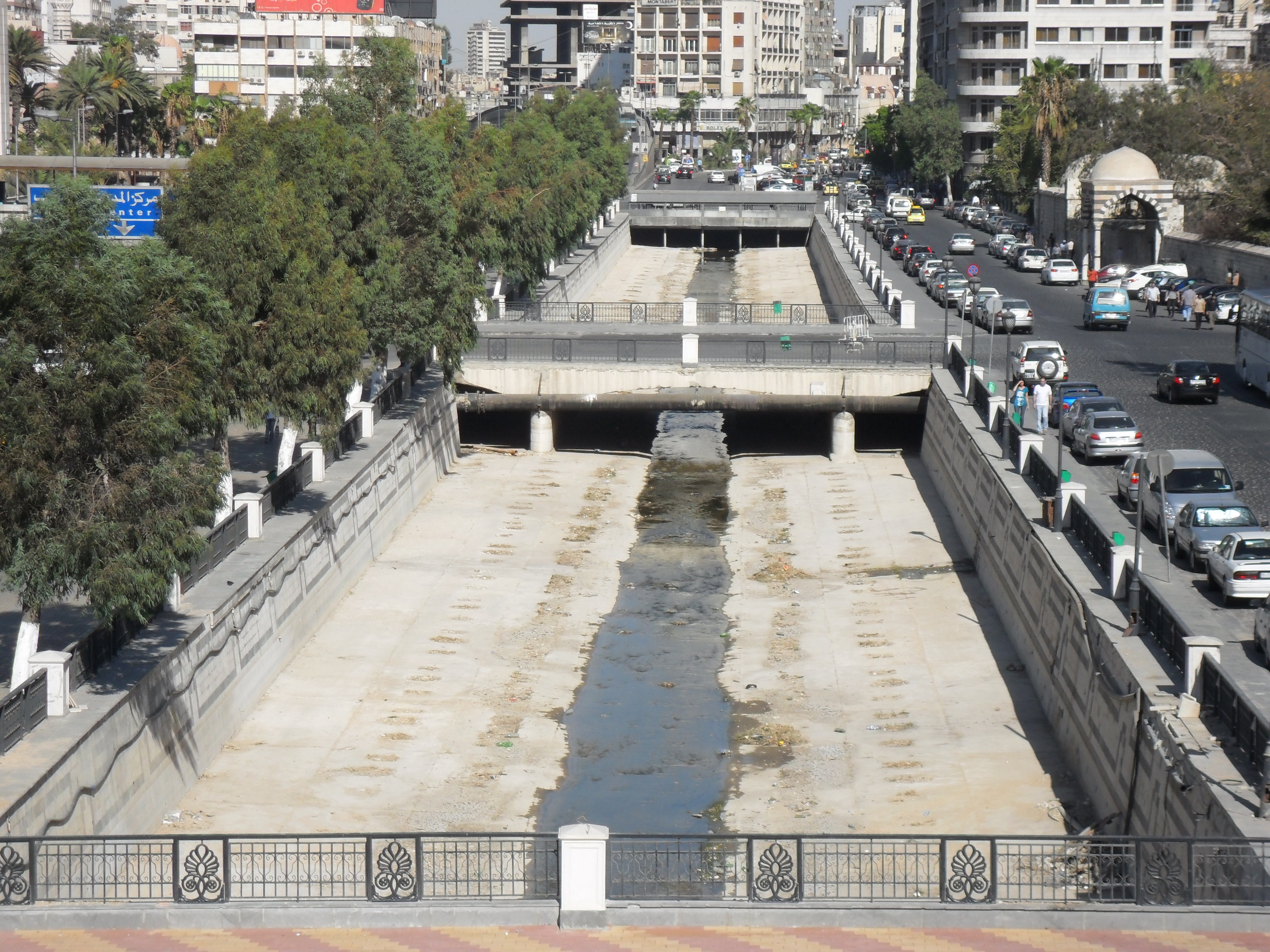
Lage waterstand in de Barada

- Virtual International Authority File: 315129699